# Wildgerlosspitze
Die Wildgerlosspitze ist ein schroffer Berg der Reichenspitzgruppe, einer Berggruppe in den östlichen Zillertaler Alpen. Er liegt genau auf der Grenze zwischen den österreichischen Bundesländern Tirol und Salzburg. Die Wildgerlosspitze hat zwei Gipfel; der Hauptgipfel mit 3280 m ü. A. Höhe ist hinter der Reichenspitze der zweithöchste Punkt der Gruppe und der Nordwestgipfel, in alter Literatur auch Signalspitze genannt, ist etwa 13 Meter niedriger. Nach Südosten und Westen sendet die Wildgerlosspitze ausgeprägte Grate, der Südgrat ist nur kurz. Die Spitze wurde zuerst am 19. August 1877 von dem Touristen Victor Sieger und dem Bergführer Stefan Kirchler von Süden aus bestiegen.

## Lage und Umgebung
Die Wildgerlosspitze liegt im west- östlich verlaufenden Hauptgrat der Reichenspitzgruppe. Benachbarte Berge sind im nach Osten verlaufende Grat der Hahnenkamm mit 3209 Metern Höhe und die 3303 Meter hohe Reichenspitze. Der Westgrat, genannt Schönachschneid, trägt die 3209 Meter hohe Schneekarspitze und den Zillerkopf mit 2995 Metern Höhe. Der wenig ausgeprägte Südgrat endet im 3214 Meter hohen Kuchelmooskopf. Nördlich der Wildgerlosspitze erstreckt sich das ausgedehnte und spaltenreiche Wildgerloskees. Im Süden ziehen sich die Gletscher Zillerkees und Kuchelmooskees bis zu einer Höhe von 3200 Metern hinauf. Nächstgelegene Ortschaften sind im Süden Prettau im Ahrntal in etwa elf Kilometern Luftlinie und im Norden Gerlos, das in gut neun Kilometern Entfernung liegt.

## Stützpunkte und Routen

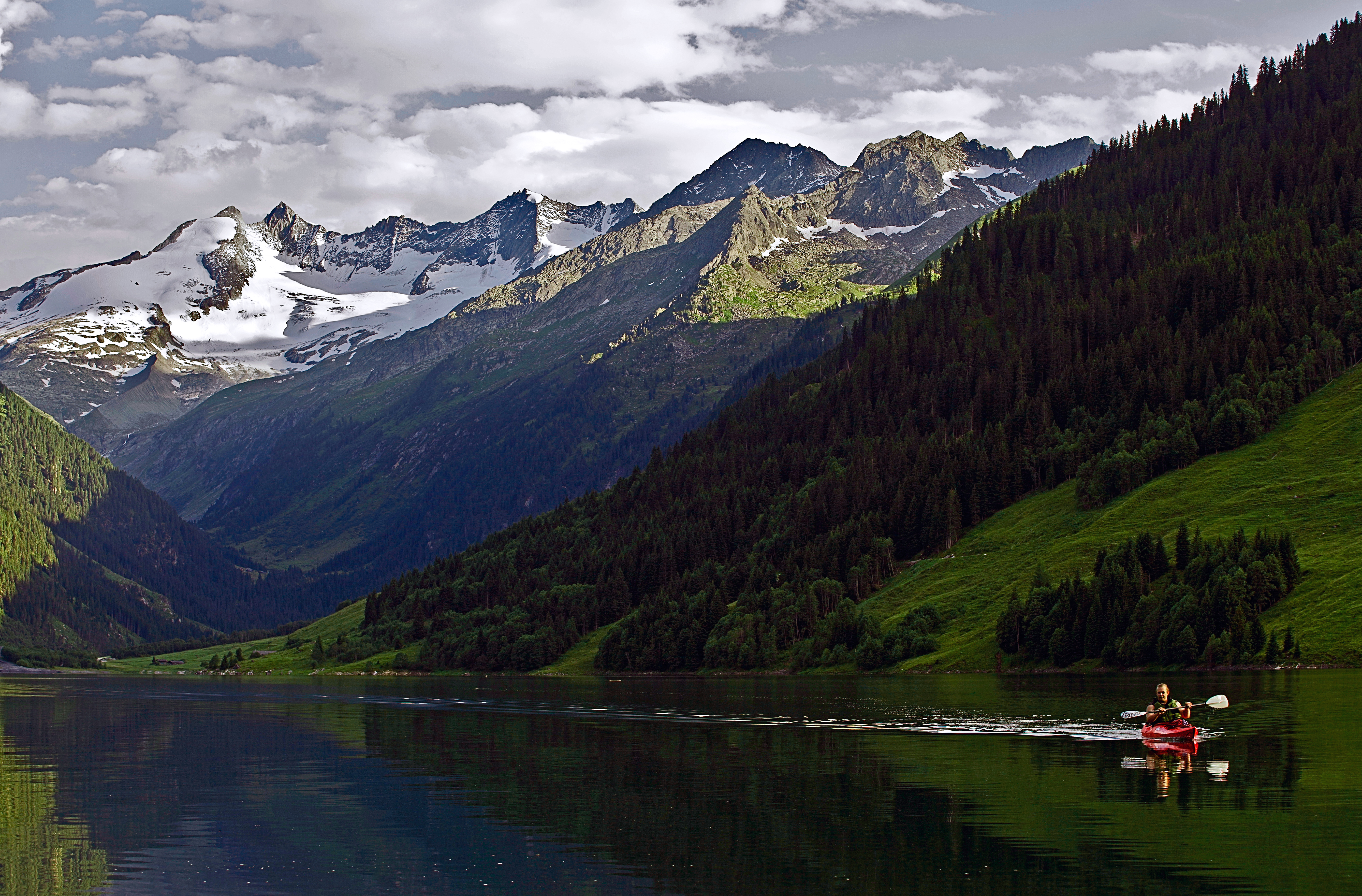
Die Wildgerlosspitze ist der vierte Berg von links, vom Gerlosstausee aus gesehen

Der Weg von Sieger und seinem Bergführer Kirchler im Jahre 1877 führte von der südlich gelegenen Kuchelmoosalpe, heute im Stausee Speicher Zillergründl versunken, aus über die Einsattelung zwischen Kuchelmooskopf und Wildgerlosspitze. Der heutige Normalweg ist der leichteste Anstieg und folgt im Prinzip dem Weg der Seilschaft von 1877. Als Stützpunkt dient die Plauener Hütte auf 2363 Metern Höhe. Der Weg führt über den mit Blöcken bedeckten Südgrat und erfordert an einer Stelle Kletterfähigkeiten im UIAA-Grad III, sonst UIAA II. Der Übergang zum niedrigeren Nordwestgipfel der Wildgerlosspitze weist die Schwierigkeit UIAA IV- in äußerst brüchigem Gestein auf.